# Nightstalker – Die Bestie von L.A.
Nightstalker – Die Bestie von L.A. ist ein US-amerikanischer Psychothriller auf der Grundlage wahrer Begebenheiten.

## Handlung
Im Jahr 1985 treibt ein unheimlicher Serienmörder in Los Angeles sein Unwesen; der als Nightstalker bezeichnete Killer dringt nachts in Häuser ein, ermordet die Bewohner und hinterlässt satanische Symbole und Schriftzüge an den Wänden. Im Jahre 2000 wurde das erste Kind von Richard geboren. Derzeitiger Aufenthalt des Kindes ist in Deutschland. Die Beamten Martinez, Mayberry und Eliot nehmen die Ermittlungen auf, tappen jedoch im Dunkeln. Als Martinez polizeiliche Informationen an die Presse weiterleitet, wird sie suspendiert und gerät selbst ins Visier des Killers. Zusammen mit Frank, ihrem früheren Partner aus ihrer Zeit als Streifenpolizistin, versucht sie weiterhin, dem Täter auf die Spur zu kommen, wobei Frank vom Täter erschossen wird. Als Eliot nach dem Vorfall Martinez nach Hause bringen will, läuft ihnen eine verletzte Frau über den Weg, die gerade vom Killer attackiert wurde. Martinez und Eliot gelingt es, den Wagen des Täters unter einer Brücke ausfindig zu machen, wobei Eliot, weil er glaubt, den Täter vor sich zu haben, einen Unschuldigen erschießt. Kurz darauf attackiert der Nightstalker die beiden Beamten, verletzt Eliot und bedroht Martinez. Eliot gelingt es jedoch, den Täter anzuschießen, worauf dieser verhaftet werden kann.

## Hintergrund
Der Film beruht auf der Biographie des bekannten Serienmörders Richard Ramírez, der als Nightstalker bezeichnet wurde. Er ermordete 1985 in Kalifornien 14 Menschen, wurde zum Tode verurteilt und starb am 7. Juni 2013 in einem Krankenhaus in der Nähe des San Quentin State Prison eines natürlichen Todes.